# Cai von Bülow
Cai Friedrich Gustav von Bülow (* 23. August 1851 in Hamburg; † 26. Februar 1910 auf Gut Bothkamp, Landkreis Plön, Ostholstein) war Gutsherr und königlich preußischer Landrat des Kreises Eckernförde.

## Leben

### Herkunft
Er entstammte dem mecklenburgischen Uradelsgeschlecht derer von Bülow und war der Sohn des Gutsherrn und großherzoglich mecklenburg-schweriner Kammerherrn Friedrich von Bülow (1817–1893), Fideikommissherr auf den Gütern Bothkamp mit Schönhagen, Bokhorst, Altenrade und Bossee (alle in Holstein), und der Thekla Gräfin Holstein (1819–1903). Sein Bruder Detlev von Bülow (1854–1926) wurde Oberpräsident der Provinz Schleswig-Holstein.

### Werdegang
Bülow studierte Rechtswissenschaften in Leipzig, Heidelberg, Straßburg und Göttingen. In Heidelberg wurde er 1873 Mitglied des Corps Vandalia. 1877 bestand er in Celle das Referendarexamen. 1883 wurde er Landrat im Kreis Eckernförde. Ab 1892 war er Fideikommissherr auf Gut Bothkamp. Er schied 1896 aus dem Staatsdienst aus und widmete sich der Bewirtschaftung seines Gutes. Daneben gehörte er von 1886 bis 1906 dem preußischen Abgeordnetenhaus, gewählt im Wahlkreis Eckernförde, an. Nur noch in seinem Todesjahr 1910 war er Mitglied des Preußischen Herrenhauses.

### Familie
Bülow heiratete am 13. Juli 1883 auf Gut Waterneverstorf bei Behrensdorf (Ostsee) (Landkreis Plön, Ostholstein) Elisabeth Gräfin Holstein (* 14. März 1854 auf Gut Waterneverstorf; † 16. November 1939 auf Gut Bothkamp), die Tochter des Gutsbesitzers Conrad Graf Holstein, Gutsherr auf den Gütern Waterneverstorf und Gaartz, und der Caroline Freiin von Heintze. Das Paar hatte folgende Kinder:
- Elisabeth (* 1887)
- Agnes (* 1888)
- Caroline (1892–1980) 1917 ⚭ Hans Wolfram Graf Finck von Finckenstein (1891–1962)
- Walter von Bülow-Bothkamp (1894–1918), Jagdflieger, gefallen bei St. Julien
- Konrad von Bülow-Bothkamp (1895–1918), Jagdflieger, gefallen in Finnland
- Harry von Bülow-Bothkamp (1897–1976), Jagdflieger